# Grant Fox
Grant James Fox (Nueva Plymouth, 16 de junio de 1962) es un exjugador neozelandés de rugby que se desempeñaba como apertura. Actualmente es un comentarista deportivo de Sky Sports y en EA Sports.
Grant Fox jugó con los All Blacks las primeras dos Copas del mundo, se consagró campeón del Mundo en Nueva Zelanda 1987 donde fue el principal pateador de los All Blacks. 
Muchos lo consideran un verdadero pionero del arte moderno de golpeo de balón, en particular las técnicas de inclinar el balón hacia adelante, que han sido adoptadas por todos los pateadores mundiales. Tiene el récord en mundiales de mayor número de puntos en una edición con 126. Desde 2014 es miembro del Salón de la Fama de la World Rugby.

## Biografía
Nacido el 16 de junio de 1962 en New Plymouth, asistió a la escuela Auckland Grammar. Jugó toda su carrera en Auckland Rugby Football Union debutando en 1982 hasta su retirada en 1993. Trabajó en el cuerpo técnico de los Blues, una de las franquicias neozelandesas del Super Rugby, en las temporadas 1999 y 2002.
Es considerado uno de los mejores aperturas de la historia. No fue un gran corredor con el balón en las manos, pero sí era un pateador destacado de la época junto a Naas Botha por la potencia en su pie, la habilidad para distribuir el balón, el acierto y sobre todo su eficancia a los palos.

## Selección nacional
Debutó en la Selección nacional en 1985 y se retiró de ella en 1993. Jugando en la posición número 10 consiguió 645 puntos en 46 partidos con su selección. Fue integrante de un seleccionado con jugadores como Michael Jones, David Kirk, Sean Fitzpatrick y John Kirwan.

### Participaciones en Copas del Mundo
Disputó la Copa del Mundo de Rugby de Nueva Zelanda 1987, los All Blacks mostraron claramente su alto nivel de principio a fin del torneo ganando su grupo con amplias victorias ante Italia 70-6 (2 penales y 8 conversiones), Fiyi 74-13 (2 penales y 10 conversiones) y Argentina 46-15 (6 penales y 2 conversiones). Superaron cómodamente a Escocia en Cuartos (6 penales y 2 conversiones), a los dragones rojos en semifinales (1 penal y 7 conversiones) y finalmente derrotaron en la final a unos Les Blues de gran nivel con Philippe Sella y Serge Blanco en sus filas, por 29-9 (4 penales, 1 conversión y un drop). Cuatro años más tarde en Inglaterra 1991, los All Blacks ganarían su grupo, venciendo los XV de la Rosa (4 penales y 1 conversión) en él. Derrotaron a Canadá 29-13 en Cuartos de final (1 penal y 3 conversiones) y serían vencidos en semifinales por los Wallabies en un recordado partido que tuvo al mejor David Campese que se recuerde en el lado de Australia, 16-6 con dos penales de Fox. Luego obtendrían el Tercer lugar frente a Escocia.
| Mundial                       | Sede          | Resultado     | PJ | Pts |
| ----------------------------- | ------------- | ------------- | -- | --- |
| Copa Mundial de Rugby de 1987 | Nueva Zelanda | Campeón       | 6  | 126 |
| Copa Mundial de Rugby de 1991 | Inglaterra    | Tercer puesto | 4  | 52  |

## New Zealand Cavaliers
Formó parte del seleccionado rebelde de los All Blacks conocido como los New Zealand Cavaliers que desobedeció a la World Rugby y partió de gira a Sudáfrica en 1986.

## Palmarés
- Campeón del South Pacific Championship de 1988, 1989 y 1990.
- Campeón de la National Provincial Championship de 1982, 1984, 1985, 1987, 1988, 1989, 1990 y 1993.